# 이달의 과학기술인상
이달의 과학기술인상은 대한민국의 과학기술정보통신부와 한국연구재단, 서울경제신문 대상으로 월 1회 수여하는 상이다. 1997년에 제정 시작하였다.

## 수상자

### 2018년
- 1월 김준 - 대기오염물질의 지역 분포와 이동 현황을 볼 수 있는,정지궤도에서 대기오염 분석이 가능한 원격탐사기법 개발
- 2월 이경무 - 딥 러닝 기반 초해상도 영상복원 기술 개발
- 3월 이희승 - 비자성 생체분자 펩타이드로 자기 나침반 개발
- 4월 선종윤 - 투명성·신축성 높인 하이드로젤 기반 터치패널 개발
- 5월 박희성 - 질병 유발 단백질 제어하는 맞춤형 단백질 변형기술 개발
- 6월 김기현 - 친환경 신소재로 대기오염 물질 감지 및 제어
- 7월 박홍규 - 빛으로 동작하는 나노선 트랜지스터 개발
- 8월 윤성로 - 서열형 빅데이터 분석을 위한 인공지능 기술 개발
- 9월 구종민 - MXene-고분자 복합체 원천소재기술 개발
- 10월 이해신 - 찔러도 피 안나는 무출혈 주사바늘 개발
- 11월 김명희 - 단백질 합성 효소복합체의 항바이러스 기능 규명
- 12월 천정희 - 암호학계 최대 이슈인 다중선형함수 완전 해독

### 2017년
- 1월 박태성 - Pathway-based approach using hierarchical components of collapsed rare variants
- 2월 정종화 - 자기조립에 의한 지능형 초분자 젤의 개발
- 3월 박남규 - 세계 최초 하향설계식 만능형 메타물질/메타표면 개발
- 4월 허원도 - 생체 내 칼슘이온을 제어하는 광유전학 원천기술개발
- 5월 이종섭 - 지반공학적, 지구물리학적 지반 특성 평가기술 개발
- 6월 강기석 - 차세대 금속-공기 이차전지 신소재 개발
- 7월 윤태영 - 생체막 단백질의 움직임을 하나의 분자 수준에서 규명
- 8월 김인강 - 3차원 다양체의 위상수학 및 기하학 난제 해석
- 9월 심상준 - DNA 기반의 크기?모양 제어 금속 나노입자 합성기술 개발
- 10월 박진홍 - 3진법이 가능한 초절전 반도체 소자 및 회로 기술 개발
- 11월 성형진 - 미세유체칩의 정교한 액체방울 제어기술 개발
- 12월 김창영 - 고온 초전도체 등 강상관계 물질의 전자구조 규명

### 2016년
- 1월 국종성 - 최근 북극 및 중위도 지역의 기후변화 원인 규명
- 2월 김현재 - 평판 디스플레이를 위한 백플레인 핵심 기술 개발
- 3월 김근수 - 2차원 물질의 밴드갭 제어 및 비등방적 디락상태 발견
- 4월 함시현 - 질병 관련 단백질의 응집연구 선도
- 5월 조동우 - 인체 내 손상된 조직/장기의 재생을 위한 통합형 3D 조직/장기 프린팅 기술 개발
- 6월 심태보 - 기술이전 (글로벌혁신표적항암제 후보물질 도출)
- 7월 변재형 - 집적해의 구성을 위한 변분법의 개발
- 8월 한욱신 - 세계 최고 효율의 빅 그래프 데이터 분석 기술 개발
- 9월 노용영 - 인쇄기술을 통한 초박막, 고성능 유연 전자소자 및 고감도 가스센서 개발
- 10월 김동표 - 마이크로초 합성화학 제어기술 개발
- 11월 조맹효 - 광반응 고분자 소재의 멀티스케일 해석 원천기술 개발
- 12월 김정훈 - Dopamine Regulation of Amygdala Inhibitory Circuits for Expression of Learned Fear

### 2015년
- 1월 조용훈 - 나노 구조를 이용한 신개념 포토닉스 광원 및 광제어 기술
- 2월 조광현 - IT 융합연구를 통한 신개념의 암세포 사멸 제어기술 개발
- 3월 신세현 - Separation of platelets from whole blood using standing surface acoustic waves in a microchannel
- 4월 김진현 - 뇌 신경망맵핑 신기술(mGRASP) 개발을 통한 3차원 뇌지도 제작
- 5월 이기택 - 대기 질소오염물질 유입에 의한 해양생태계 변화 규명
- 6월 김성웅 - 고밀도 입계 전위의 형성 및 전자. 열전달 현상 규명을 통한 고효율 열전소재 개발
- 7월 이창희 - 세계 최고 효율 삼원색 양자점발광다이오드 개발
- 8월 이상준 - 미지의 생체유동현상 규명 및 핵심기반 기술 개발
- 9월 하헌필 - 광역온도에서 작동 가능한 고효율/내구성을 갖는 저온탈질 촉매
- 10월 김용희 - 비만 및 비만유래 대사증후군 치료용 지방세포 표적 유전자 전달시스템 개발
- 11월 염영일 - 젖산에 의한 세포신호전달체계 규명
- 12월 이태억 - 반도체 제조공정장비 운영 최적화 및 이산사건시스템 스케줄링 이론 및 방법 개발